# Joseph Novales
Joseph Novales (Torralba de Aragón, 23 luglio 1937 – Libreville, 23 agosto 1985) è stato un ciclista su strada spagnolo naturalizzato francese il 25 luglio 1950.
Professionista dal 1962 al 1966, vinse la Volta Ciclista a Catalunya e il Trofeo Baracchi nel 1963.
Fu inoltre terzo al Tour de Romandie del 1961 e al Critérium National nel 1964.

## Palmarès
- 1962 (Margnat-Paloma, due vittorie)

Grand Prix de Nice
1ª tappa, 1ª semitappa Tour de Romandie (Martigny > Montana)
- 1963 (Margnant-Paloma, tre vittorie)

Trofeo Baracchi (cronocoppie con Joseph Velly)
Classifica generale, Volta Ciclista a Catalunya
2ª tappa Tour de Morbihan - Trophée Jean Floc'h
- 1964 (Margnant-Paloma, quattro vittorie)

Trofeo Jaumendreu
3ª tappa Setmana Catalana de Ciclisme
5ª tappa Critérium du Dauphiné Libére (Bourg-en-Bresse > Annecy)
2ª tappa, 1ª semitappa Critérium National (Revel > Revel, corsa in salita)
- 1965 (Margnant-Paloma, due vittorie)

Prix de la Saint Jean - La Couronne
1ª tappa Vuelta a Andalucía (Malaga > Malaga, criterium)

### Altri successi
- 1962 (Margnant-Paloma, due vittorie)

Classifica scalatori Tour de Romandie
Criterium di Chartres-de-Bretagne
Criterium di Nizza
- 1965 (Margnant-Paloma, una vittoria)

Criterium di Ploerdut

## Piazzamenti

### Grand giri
- Tour de France

1962: ritirato (alla 6ª tappa)
1964: 19º
1966: fuori tempo massimo (alla 16ª tappa)
- Vuelta a España

1965: ritirato (alla ? tappa)

### Classiche monumente
- Parigi-Roubaix

1964: 77º
- Giro di Lombardia

1962: 38º
1963: 17º